# Dodenom
Dodenom est un village de la commune de Roussy-le-Village en Moselle.

## Toponymie
- Duodinhof et Duodenhofh (XIe siècle), Dudenhof (1150)[1], Dodeuhoven (1793), Dodenhoven (1801)[2].
- En allemand : Dodenhofen bei Rodemachern[1], Dodenhofen (1871-1918). En francique luxembourgeois : Duedenuewen et Doudenuewen.

## Histoire
- Village de la seigneurie de Rodemack en 1685. Était une annexe de la paroisse de Rodemack.
- Dodenom a eu éphémèrement le statut de commune de 1793 à 1811.
- Rattaché une première fois à Basse-Rentgen en 1811, puis à Roussy-le-Village en 1826.

## Démographie
| 1793 | 1800 | 1806 |
| ---- | ---- | ---- |
| 159  | 183  | 148  |

## Lieux et monuments
- Chapelle Saint-Fiacre, reconstruite en 1752.